# Dell EMC

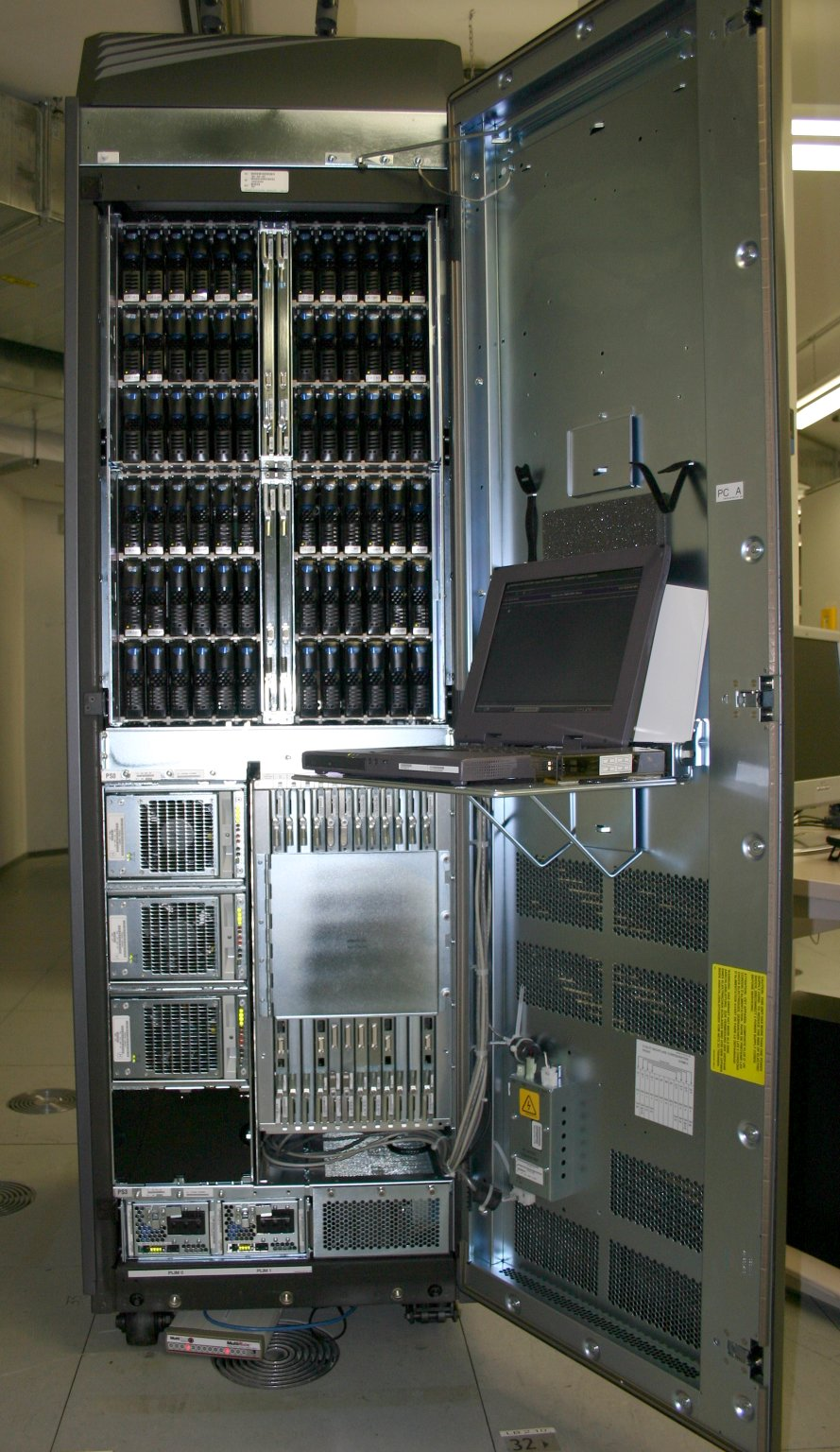
Symmetrix

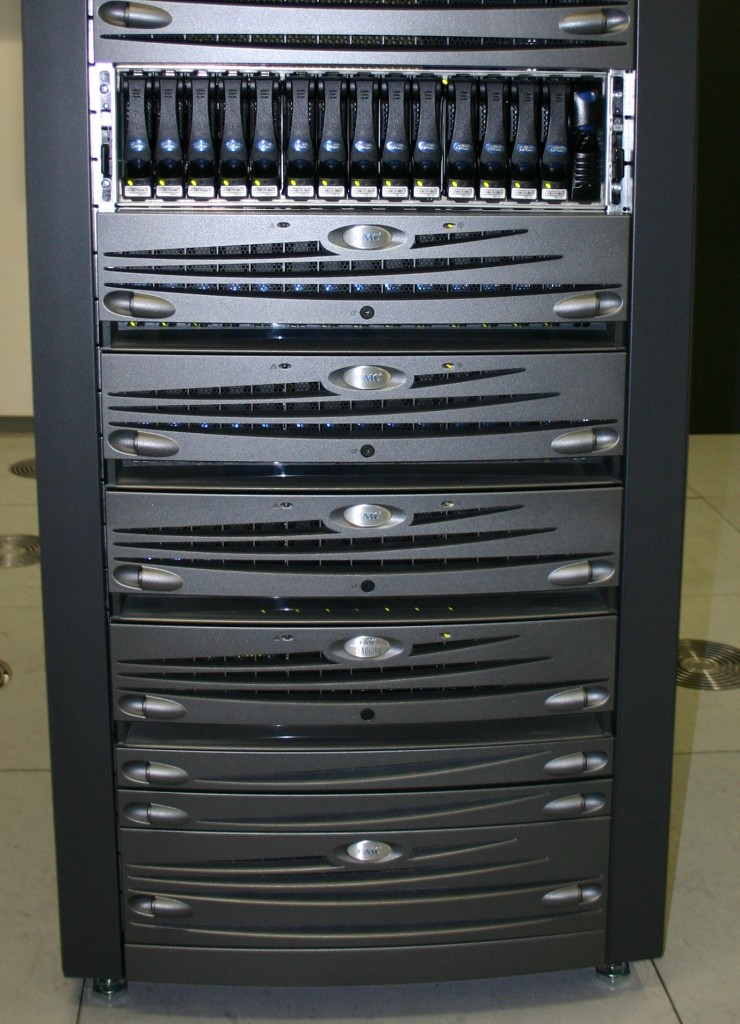
CLARiX

Dell EMCは、アメリカ合衆国マサチューセッツ州ホプキントンに本社を置く世界最大のストレージ機器開発企業。情報管理ソフトウェアの開発にも注力している。
企業向け製品として、ディスクアレイ装置やストレージ管理ソフトウェアを製造。主要製品は、大規模データセンターなどでよく使われているストレージエリアネットワークの基盤となる Symmetrix である。また、CLARiX はEMCがデータゼネラルを取得した際に製品として追加された。
設立以来「EMCコーポレーション」の社号で運営され、ニューヨーク証券取引所上場企業であったが、2016年9月、デルによる買収が完了し、デル・テクノロジーズ（Dell Technologies）の子会社と位置づけられ、非公開企業「Dell EMC」となった。

## 歴史
1979年創業。創業者は Richard Egan 、Roger Marino 、John Curly の3人で、EMCは彼らの姓のイニシャルをつなげたものである（ただし、Curlyは創業前に離れて行った）。ロゴは、EMC Corporationの略称のEMCCから EMC2 となっているが、EMC自身はアインシュタインの有名な方程式 E=mc2 との関係を認めていない。当初はメモリボードを製造していたが、その後ディスク装置へと事業を拡大していった。Moshe Yanai（現在は XIV Storage に勤務）の働きにより、EMC は革新的で大型のストレージ装置によって業界トップに躍り出た。Joseph Tucci は2001年にCEOとなり、2006年には Michael Ruettgers の後任として会長にも就任した。
ストレージ分野でのEMCの主な競合相手は IBM、DELL、ヒューレット・パッカード、ネットアップなどである。EMCはハードウェア製造企業から、ソフトウェアやサービスも含めた総合的企業へと転換してきた。VMware や Invista、Rainfinity などの仮想化製品は今後の方向性を示すものとなっている。
2006年7月、EMCは中国上海に研究開発拠点を設け、中国の急成長する労働力を活用し、将来の中国市場の拡大にも寄与したいとした。
2007年6月7日、EMCはシンガポールに15,000平方フィートの研究開発拠点を1億6千万ドルで開発し、同年中に運用を開始するとした。
EMCは一連の買収や協業によって成長し、世界最大のストレージ企業となった。
2015年10月12日、米パソコン大手デルはEMCを総額670億ドル（2015年10月時点の為替で約8兆円）で買収すると発表した。これは、IT業界で過去最大規模の買収となる。EMCの株主には1株あたり現金33.15ドルとVMwareの株式が支払われる。DellはEMCの株式を非公開化すると発表している。2016年9月、買収は完了し、EMCはDell Technologiesの子会社Dell EMCとなった。

## 買収
2002年、EMCはストレージエリアネットワーク (SAN) 管理製品 VisualSAN を持つ Prisa Networks を買収した。ハードウェア専業だった EMC は2003年、2001年からCEOとなった Tucci の下でソフトウェアやサービスを含めた多様化方針を鮮明にし、まず7月に Legato Systems, Inc. を13億ドルで買収し、続いて10月に Documentum（エンタープライズコンテンツ管理システムで知られるソフトウェア企業）、12月に VMware を買収した。買収はさらに続き、ネットワーク管理ソフトウェアで知られる System Management Arts, Inc.（通称SMARTS）も買収した。最近では情報ライフサイクル管理 (ILM) にも力を入れ、セキュリティ製品 EMC Security Analysis Management Solution (SAMS) なども製品化した。2005年8月、ストレージ仮想化で知られる Rainfinity を買収して Global File Virtualization などの製品を品揃えに加えた。
ベルギーのソフトウェア企業 FilePool を買収したEMCは、データアーカイブ製品 Centera を開発した。これは、変化の激しい環境でのILMに必要なアーカイブ機能に対応した Content Addressable Storage (CAS) プラットフォームである。
2006年6月29日、EMCはセキュリティソフトウェア企業RSAセキュリティの買収を発表。2006年第3四半期終わりか第4四半期初めまでに買収を完了する予定とした。買収が完了すると、RSAはEMCの情報セキュリティ部門として機能するようになる。
2007年7月12日、EMCはオランダのロッテルダムを本拠とするXML関連技術で有名な企業 X-Hive Corporation を買収した。同社は航空宇宙業界や出版業界向けの企業用XML製品で知られていた。X-Hive のJavaベースのXML製品とノウハウは、Documentum へのXMLツール統合に利用され、EMCとしてのXML基盤の強化に貢献すると期待されている。XMLリポジトリからコンポーネントコンテンツ管理まで、EMCのエンタープライズコンテンツ管理スタックにおけるXMLアプリケーションは、企業が所有する情報から価値を生み出す方法を変換するとされている。買収後、X-Hive はEMCのコンテンツ管理およびアーカイブ部門に吸収される。
2020年6月15日、デル株式会社とEMCジャパン株式会社を統合し、デル・テクノロジーズ株式会社を設立。

### 買収年表
- 1993年8月31日 : Epoch Systems Inc. [6]
- 1993年8月31日 : Magna Computer Corporation [7]
- 1994年第一四半期 : Array Technology Corporation （主要部門を取得） [7]
- 1994年2月2日 : Copernique S.A. （主要部門を取得） [8]
- 1995年10月26日 : McData Corporation [9]
- 1999年8月9日 : データゼネラル [10]
- 1999年12月21日 : Softworks [11]
- 2000年11月1日 : CrosStor [12]
- 2001年4月12日 : FilePool
- 2001年2月8日 : McData Corporation スピンオフ[13][14]
- 2002年9月25日 : Prisa Networks
- 2003年4月15日 : Astrum
- 2003年7月14日 : Legato Systems
- 2003年10月14日 : Documentum [15]
- 2003年12月15日 : VMware
- 2004年10月12日 : Dantz Development
- 2004年11月2日 : Allocity
- 2004年12月21日 : System Management Arts(SMARTS)
- 2005年8月16日 : Maranti Networks の知的財産
- 2005年8月17日 : Rainfinity
- 2005年10月20日 : Captiva Software
- 2006年1月6日 : Acxiom グリッド・コンピューティングプラットフォーム [16]
- 2006年1月9日 : Internosis [17]
- 2006年3月9日 : Authentica [18]
- 2006年5月9日 : Kashya
- 2006年5月11日 : Interlink Group
- 2006年6月7日 : nLayers [19]
- 2006年6月19日 : ProActivity [20]
- 2006年6月29日 : RSAセキュリティ
- 2006年9月18日 : Network Intelligence
- 2006年9月18日 : Infoscape
- 2006年11月1日 : Avamar [21]
- 2007年2月6日 : Valyd
- 2007年6月4日 : Verid [22]
- 2007年7月10日 : Geniant
- 2007年7月12日 : X-Hive Corporation [23]、[24]
- 2007年8月9日 : Tablus [25]
- 2007年8月30日 : BusinessEdge Solutions
- 2007年10月1日 : Berkeley Data Systems [26]
- 2007年10月30日 : Voyence [27]
- 2007年12月27日 : Document Sciences Corporation [28] -- 2008年Q1に完了予定
- 2008年6月2日 : Iomega[29][30][31]
- 2009年7月8日 : DataDomain
- 2010年7月6日 : Greenplum
- 2011年11月15日 : Isilon